# (653589) 2014 QW441
(653589) 2014 QW441 est un cubewano d'un diamètre estimé à 445 km, ce qui le qualifie comme un candidat au statut de planète naine.